# Gangliósido

Estructura química de un gangliósido.

Los gangliósidos son lípidos que cuentan con cabezas polares muy grandes formadas por unidades de oligosacáridos cargadas negativamente, y que poseen una o más unidades de ácido N-acetilneuramínico (NANA) o ácido siálico que tiene una carga negativa a pH 7. Los gangliósidos difieren de otros glucoesfingolípidos por poseer este ácido.

## Localización
Están concentrados en gran cantidad en las células ganglionares del sistema nervioso central y del sistema nervioso periférico, especialmente en las terminaciones nerviosas. Los gangliósidos constituyen el 6% de los lípidos de membrana de la materia gris del cerebro humano y se hallan en menor cantidad en las membranas de la mayoría de los tejidos animales no nerviosos.

## Función
Los grupos oligosacáridos de los gangliósidos se extienden más allá de la superficie celular, trabajando en el reconocimiento celular y la comunicación celular. Estos carbohidratos también pueden actuar como receptores específicos para algunas hormonas hipofisarias y ciertas toxinas proteicas bacterianas.  
Los gangliósidos tienen un rol importante en el crecimiento celular y la diferenciación de tejidos, así como en la fotosíntesis. Se ha encontrado que la formación tumoral puede inducir la síntesis de un nuevo complemento de gangliósido, y muy bajas concentraciones de un gangliósido específico puede inducir la diferenciación de cultivos de células tumorales neuronales. 

## Gangliósidos comunes

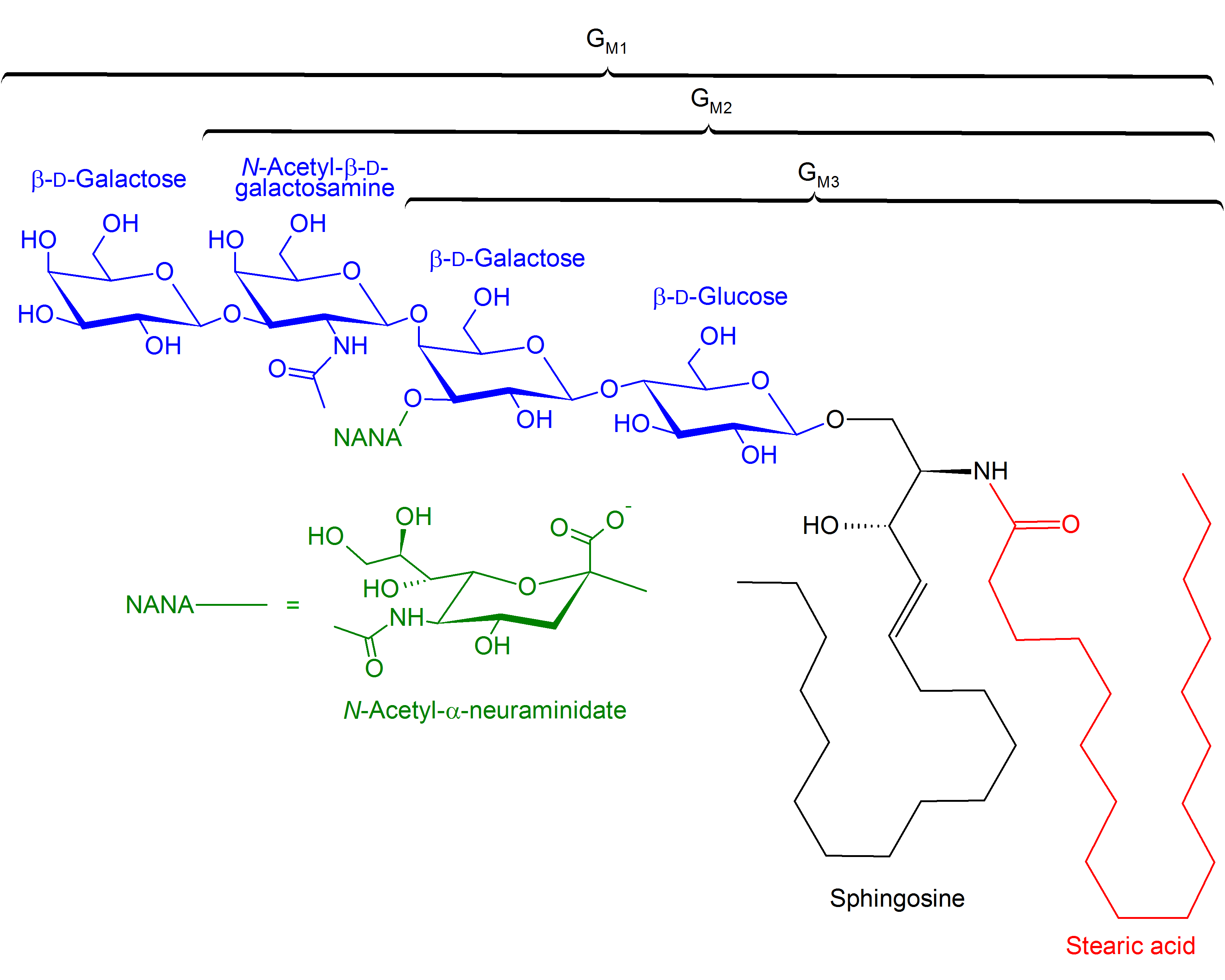
Estructuras de GM1, GM2 y GM3

- Un NANA ("M")
  - GM1
  - GM2
  - GM3
- Dos NANA ("D")
  - GD1a
  - GD1b
  - GD2
  - GD3
- Tres NANA ("T")
  - GT1b
  - GT3
- Cuatro NANA ("Q")
  - GQ1

## Patologías
Recientemente se ha descubierto que los gangliósidos son las moléculas responsables de la propagación del VIH. Publicaron en un artículo en la revista PLoS Biology, donde identificaron una molécula llamada Gangliósido que se encuentra en la superficie del VIH y que es responsable de su entrada a las células dendríticas. Los nuevos resultados demuestran cuál es la molécula de las células dendríticas que captura el VIH para iniciar la rápida propagación por el organismo. Según Martínez-Picado, “teníamos la llave y ahora hemos encontrado la cerradura. El enigma está resuelto. Ya estamos trabajando en el desarrollo de un fármaco que bloquee este proceso y que permita mejorar la eficacia de los tratamientos actuales contra el sida.
Para identificar la molécula de la membrana de las células dendríticas que captura el VIH, los investigadores centraron su investigación en estudiar una familia de proteínas presentes en la superficie de las células dendríticas llamadas Siglecs, de las que se sabe que se unen a los gangliósidos. Los científicos hicieron pruebas in vitro mezclando virus con células dendríticas que presentaban diferentes cantidades de Siglec-1 y concluyeron que cuando aumentaba la cantidad de Siglec-1 en la superficie de las células dendríticas, éstas incrementaban la captación de VIH, lo que desencadenaba un incremento del número de linfocitos T CD4 infectados.
En otra prueba, al inhibir la proteína acoplándola a anticuerpos y bloqueando la expresión del gen correspondiente, comprobaron que las células dendríticas perdían su capacidad de capturar los VIH y de transmitirlos a los linfocitos T CD4. Así, dedujeron que la Siglec-1 es responsable de la entrada del virus a las células dendríticas y que permite la transmisión a los linfocitos T CD4, y representa una potencial diana terapéutica.